# فوݠازيتا
Fugazzetta فوݠازيتا هي نوع شائع من البيتزا الأرجنتينية التي تحتوي على الجبن بين أطراف بيتزا، مع كثير من شرائح أوقطع البصل.
ملاحظة انظر حرف الݠيف ‏ : يرسم دلالةً على الصوت الواقع ما بين القاف والكاف (الجيم غير المعطشة).
مثل google.